# Pyrola elliptica
Pyrola elliptica är en ljungväxtart som beskrevs av Thomas Nuttall. Pyrola elliptica ingår i släktet pyrolor, och familjen ljungväxter. Inga underarter finns listade i Catalogue of Life.

## Bildgalleri

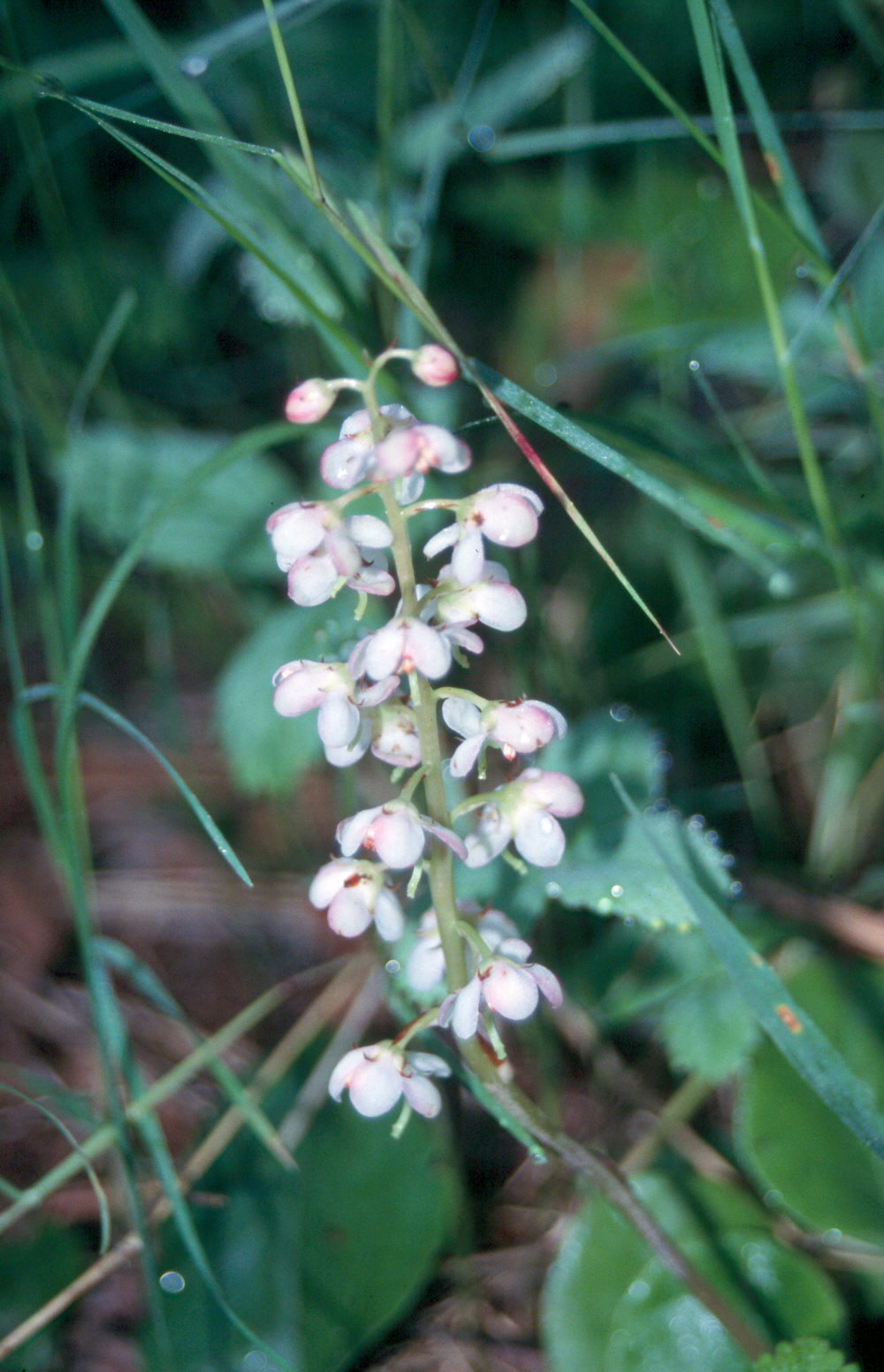
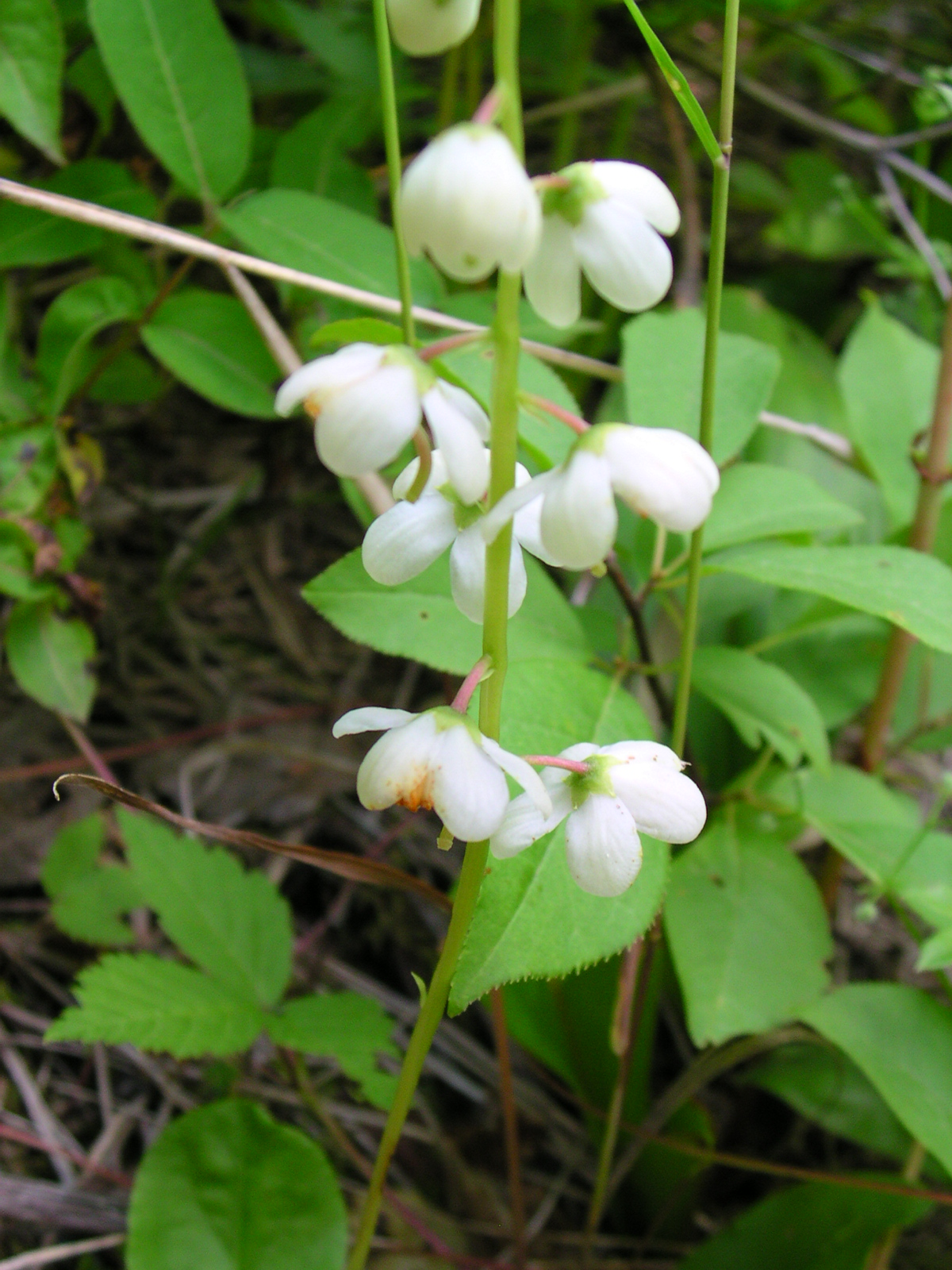
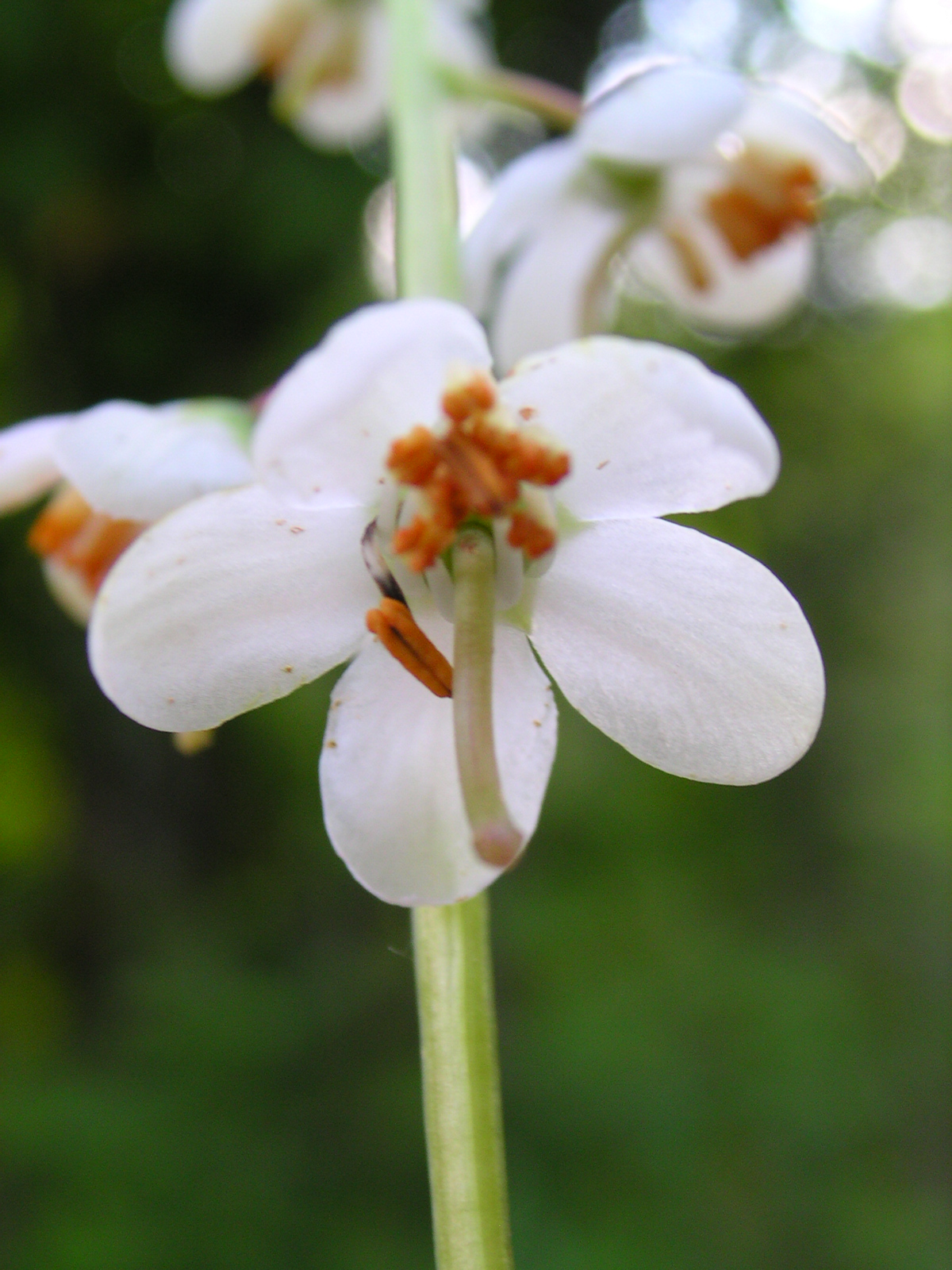
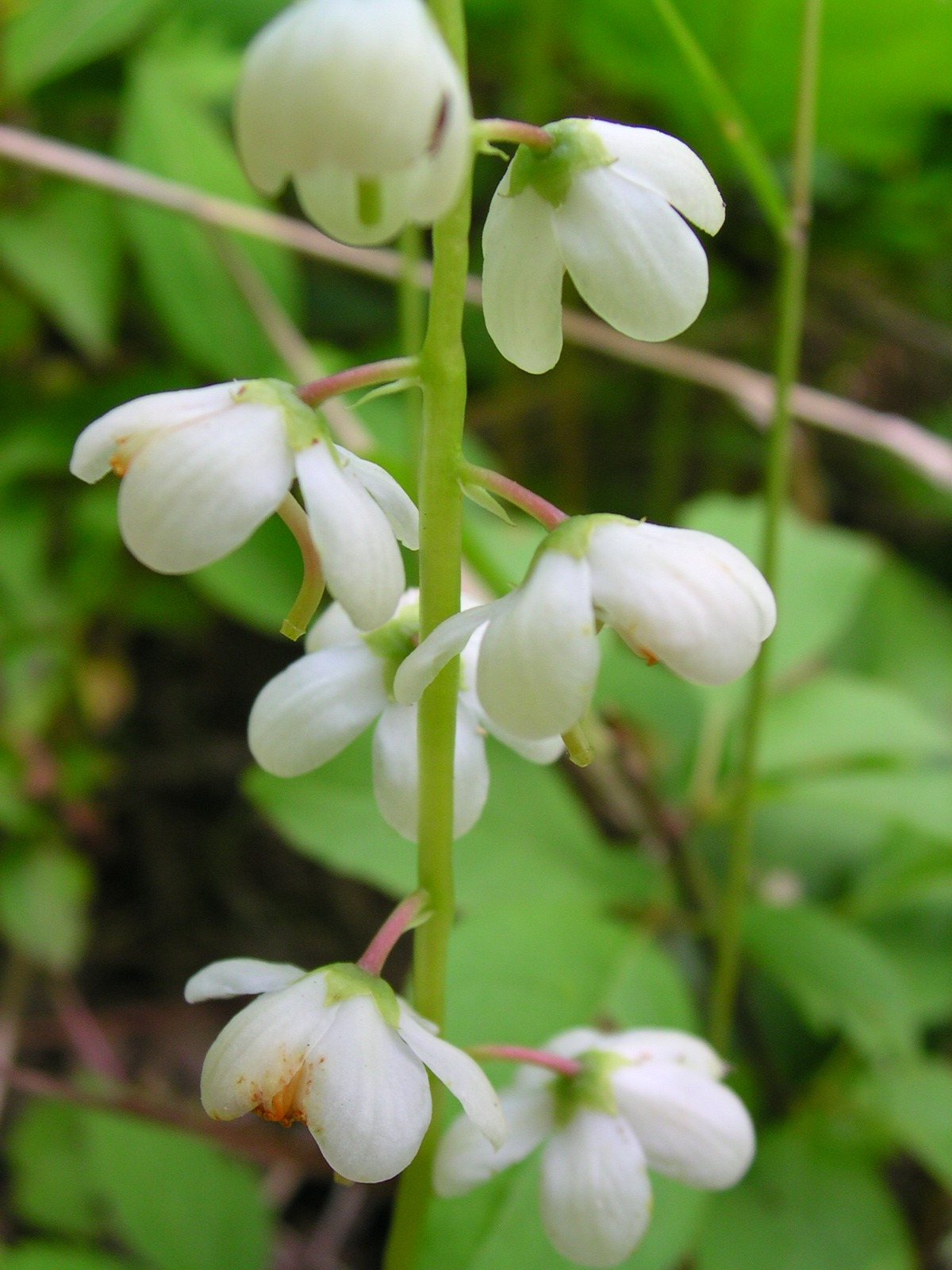
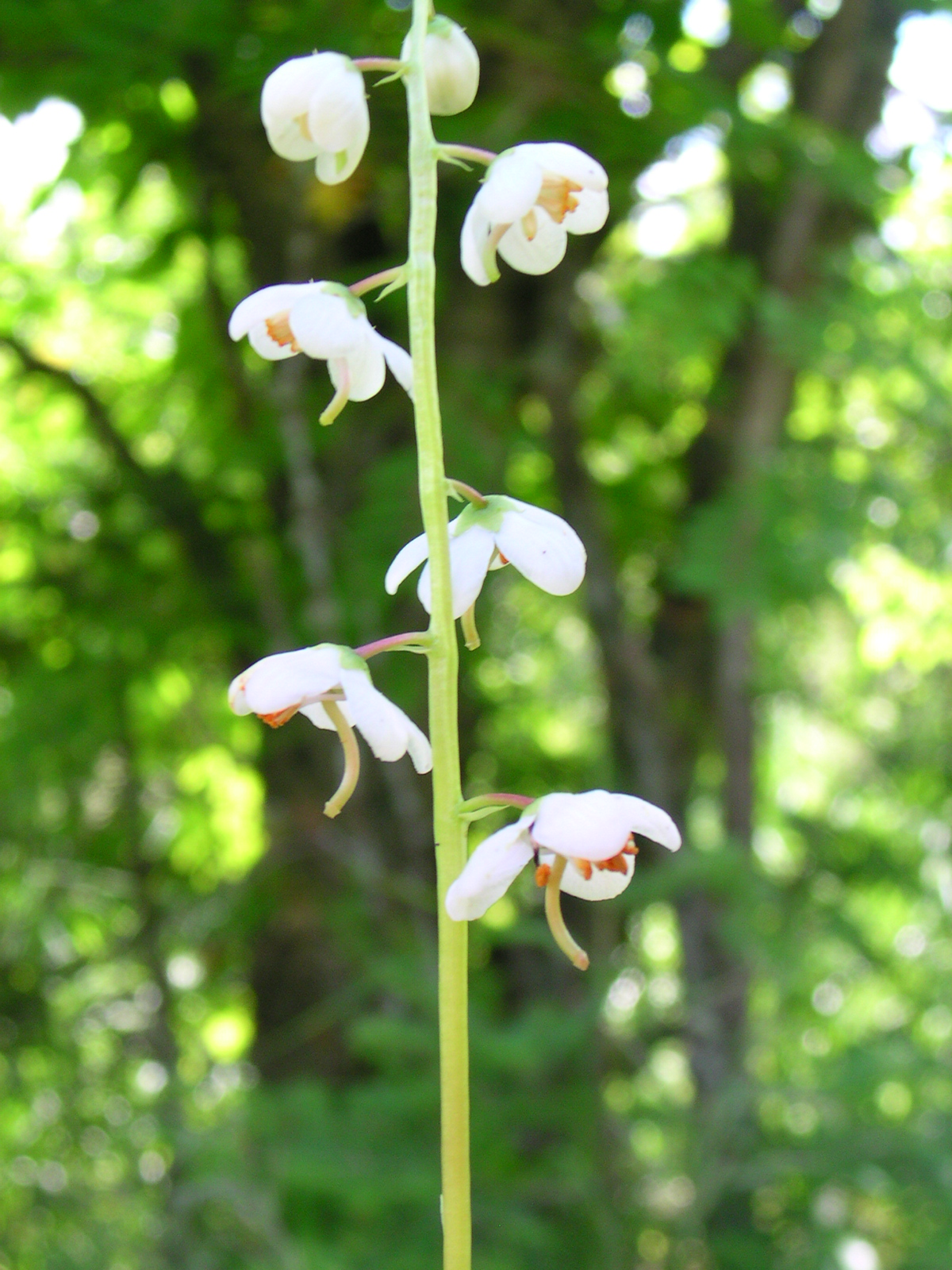